# Survivor Series (2009)
Survivor Series 2009 a fost ce-a de-a douăzecișitrea ediție a pay-per-view-ului anual Survivor Series organizat de World Wrestling Entertainment. A avut loc pe data de 22 noiembrie 2009 în arena Verizon Center din Washington, D.C..

## Rezultate
- Dark match: Santino Marella l-a învins pe Chavo Guerrero
  - Marella l-a numărat pe Chavo cu un «Roll-Up».
- Team Miz (Dolph Ziggler, Drew McIntyre, Jack Swagger, The Miz și Sheamus) a învins Team Morrison (Evan Bourne, Finlay, John Morrison, Matt Hardy și Shelton Benjamin) într-un 5-on-5 Survivor Series elimination match (20:52)
  - Sheamus l-a eliminat pe Morrison după un «Celtic Cross».
- Batista l-a învins pe Rey Mysterio (06:50)
  - Arbitrul a oprit meciul după ce Rey nu a mai putut continua după trei «Batista Bombs».
- Team Kingston (Christian, Kofi Kingston, Mark Henry, Montel Vontavious Porter și R-Truth) a învins Team Orton (CM Punk, Cody Rhodes, Randy Orton, Ted DiBiase și William Regal) într-un 5-on-5 Survivor Series elimination match (20:47)
  - Kingston l-a eliminat pe Orton după un «Trouble in Paradise» fiind unicul supraviețuitor.
- The Undertaker i-a învins pe Big Show și Chris Jericho păstrându-și campionatul WWE World Heavyweight Championship (13:37) 
  - Undertaker l-a făcut pe Show să cedeze cu un «Hell's Gate».
- Team Mickie (Eve Torres, Gail Kim, Kelly Kelly, Melina, și Mickie James) a învins Team Michelle (Alicia Fox, Beth Phoenix, Jillian Hall, Layla, și Michelle McCool) într-un 5-on-5 Survivor Series elimination match (10:38)
  - Melina a eliminato pe Michelle după un «Last Call».
- John Cena i-a învins pe Triple H și Shawn Michaels păstrându-și campionatul WWE Championship (21:19)
  - Cena l-a numărat pe Triple H după un «Sweet Chin Music» a lui Michaels și un «Attitude Adjustment» lui Michaels peste Triple H.